# Dromaiidae
Dromaiidae is een familie waartoe nog maar één levende vogelsoort behoort, de emoe (Dromaius novaehollandiae). Uit diverse DNA-onderzoeken  bleek dat de emoes nauw verwant zijn aan de kasuarissen. Daarom zijn de geslachten Dromaius en Casuaris samen ondergebracht in één familie, de kasuarissen en emoes (Casuariidae).

## Bron
- (en) Phillips, M.J. et al. 2009. Tinamous and moa flock together: mitochondrial genome sequence analysis reveals independent losses of flight among ratites. Systematic Biology 59(1): 90–107.